# Polidoro da Caravaggio

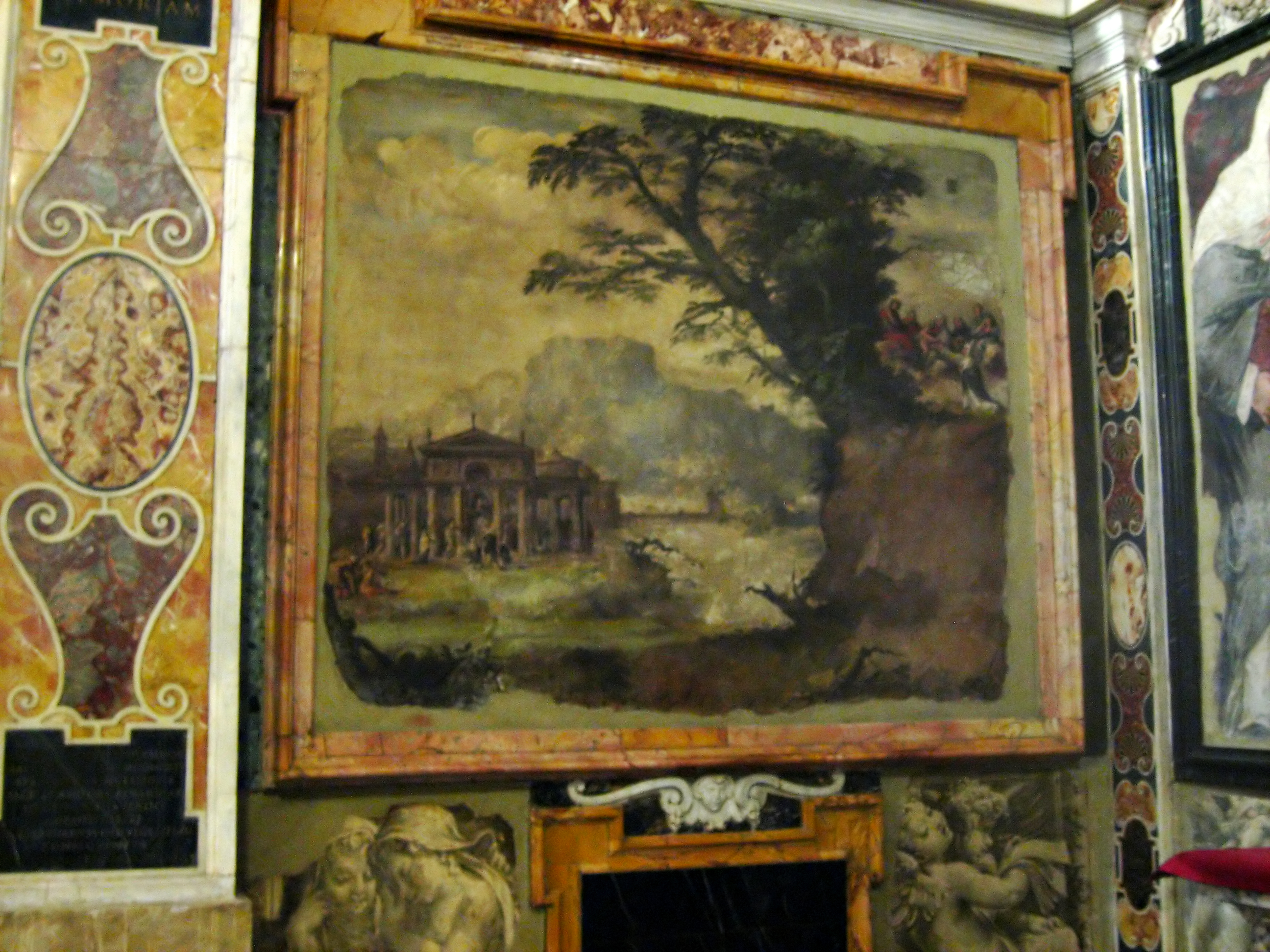
Paisatge de Polidoro da Caravaggio i Maturino da Firenze, a S. Silvestro al Quirinale, Roma (c. 1525)

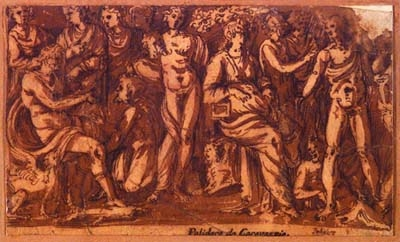
Assemblea de déus, dibuix de Polidoro da Caravaggio, c.1524. Probablement per a la decoració del palau Rota, a Nàpols. Col·lecció privada.

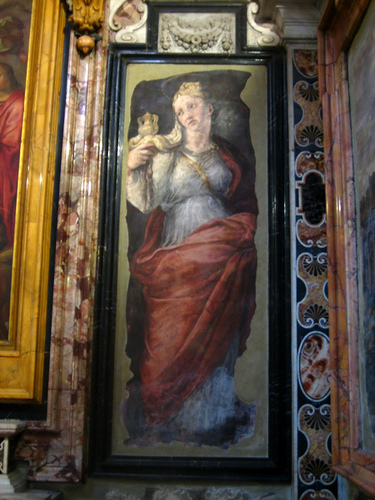
Maria Magdalena de Polidoro da Caravaggio i Maturino da Firenze, a S. Silvestro al Quirinale, Roma (c. 1525)

Polidoro Caldara, habitualment conegut com a Polidoro da Caravaggio (Caravaggio, 1492 o 1495 – Messina, 1543) va ser un pintor italià del Renaixement primerenc, principalment dedicat als treballs decoratius, «possiblement el més dotat i certament el menys convencional dels deixebles de Rafael,». Va ser molt conegut com a autor de pintures, avui dia desaparegudes, per a les façanes de cases romans. No té cap relació amb el pintor, d'època posterior, Michelangelo Merisi da Caravaggio, habitualment conegut pel sobrenom de Caravaggio, tot i que els dos procedien de la mateixa localitat. Potser el fet que Polidoro gaudia d'una gran reputació va influir en què Michelangelo Merisi afegira al seu el nom de la seua ciutat, fet bastant poc corrent en aquella època.

## Vida i obra
Segons Giorgio Vasari, mentre treballava com a operari, portant materials per als obrers que construïen les loggie vaticanes es va guanyar l'amistat dels artistes, i va atraure l'admiració de Maturino da Firenze, un dels principals ajudants de Rafael en la decoració del Vaticà. Llavors, al voltant de 1517, va ingressar al nombrós taller de Rafael i va treballar a les Estances de Rafael del Vaticà. En companyia de Maturino va dedicar-se a la pintura de façanes de palaus, amb un èxit considerable fins al saqueig de Roma, per l'exèrcit de Carles V sota el comandament de Carles III de Borbó, l'any 1527, en què Maturino va ser assassinat. Polidoro va fugir a Nàpols, i des d'ací a Messina, on va gaudir d'un gran èxit. Segons la tradició, estava a punt de tornar al centre d'Itàlia quan va ser robat i assassinat per un ajudant, Tonno Calabrese, l'any 1543.
Entre les obres més destacades de Caravaggio cal esmentar una Crucifixió, pintada a Messina, i un Davallament de Crist (1527) i un Crist portant la Creu (1530-34) ambdues al Museo di Capodimonte de Nàpols, que conserva la millor col·lecció de la seua obra (un esbós a l'oli de la darrera es troba a la National Gallery de Londres). Es tracta d'obres molt particulars pel que fa a l'estil, extremadament lliures pel que fa a la tècnica i de punyent expressió. El Crist portant la Creu mostra una considerable influència de la pintura de l'Europa septentrional, probablement deguda a les tradicionalment intenses relacions entre Sicília i els Països Baixos.
Les seues altres obres, així com les del seu company, Maturino da Firenze, generalment han desaparegut degut a l'exposició als elements, ja que es tractava de decoracions de façanes d'edificis, tot i que són conegudes per haver servit de base a gravats de Pietro Santi Bartoli, Cherubini Alberti i d'altres. Els dos plegats van ser autors de decoracions de façanes en la tècnica del Graffito, generalment en grisalla, per a diverses cases romanes, als barris de Borgo i Parione (prop de Santa Maria della Pace i a la Via del Pellegrino). Arxivat 2007-09-26 a Wayback Machine. Una sèrie de nou petits panells de fusta d'un palau desconegut, potser de Nàpols, dels quals vuit es troben avui dia a la Col·lecció Reial Anglesa i l'altre al Louvre, dona una idea de la vivacitat i la qualitat d'aquestes obres desaparegudes: «Polidoro va prendre de Rafael la idea de recrear la decoració de l'antiguitat clàssica; però ho va fer amb un esperit personal, lliure i ple d'enginy». Items 6-12 La seua obra es trobava sempre visible per al públic, almenys mentre va perdurar en les façanes, el que la va fer molt coneguda i influent, i va ser emprada «per generacions de joves artistes... com un llibre de text il·lustrat». També va deixar molts dibuixos de gran qualitat.